# La Chapelle-du-Mont-de-France
La Chapelle-du-Mont-de-France é uma comuna francesa na região administrativa de Borgonha-Franco-Condado, no departamento Saône-et-Loire. Estende-se por uma área de 9,21 km². Em 2010 a comuna tinha 190 habitantes (densidade: 20,6 hab./km²).